# Technomyrmex longiscapus
Technomyrmex longiscapus é uma espécie de formiga do gênero Technomyrmex.